# 55901 Xuaoao
55901 Xuaoao è un asteroide della fascia principale. Scoperto nel 1998, presenta un'orbita caratterizzata da un semiasse maggiore pari a 2,5965390 au e da un'eccentricità di 0,2111330, inclinata di 5,66717° rispetto all'eclittica.
L'asteroide è dedicato all'astronomo cinese Xu Aoao.